# Perfect Dark
Perfect Dark is een first-person shooter voor de Nintendo 64. Het spel werd ontwikkeld door Rare en werd uitgebracht in 2000. Het vertoont veel gelijkenissen met het Nintendo 64-spel GoldenEye 007, dat eveneens door Rare werd ontwikkeld. In 2005 werd een prequel op het Nintendospel gelanceerd. Perfect Dark Zero werd een launchtitel voor Microsofts Xbox 360.

## Singleplayer
De singleplayer kent 17 missies, waarin de speler de rol op zich neemt van speciaal agent Joanna Dark. Die werkt voor het Carrington Institute, en probeert een samenzwering binnen het vijandige bedrijf Datadyne te voorkomen.

## Multiplayer
De multiplayer werkt via splitscreen. Het spel kan met maximaal vier mensen gespeeld worden, of het is tegen maximaal acht computergestuurde personages (bots) en met of zonder 4 menselijke spelers te spelen. Het is mogelijk mét en tégen de bots te spelen. Van tevoren zijn het niveau, de wapens, de teams en hun namen, het uiterlijk, gedrag en voorkeuren (voor bepaalde wapens en tactieken) van de personages, de sterktes van de bots en nog enkele andere opties zoals de achtergrondmuziek in te stellen. Er worden ook statistieken van elke speler bijgehouden over onder andere de afgelegde afstand, het aantal gepleegde moorden, het aantal sterftes, de rewards die een speler verdient door bepaalde prestaties enz.
Wanneer het level wordt gestart begint iedereen ongewapend. Via het menu kan echter worden ingesteld dat elke speler met een bepaald wapen begint. De speler moet op zoek naar wapens die door het level verspreid liggen. Totdat een wapen beschikbaar is, kan de speler met de vuisten een tegenstander uitschakelen. Tegenstanders kunnen ontwapend worden waarna het wapen beschikbaar komt voor eigen gebruik. Na overlijden start een speler met of zonder wapens op een willekeurige plek in het level. Het is de bedoeling om meer punten te krijgen dan het andere team. Punten zijn ook te verzamelen door het scenario te volgen.
De 6 verschillende multiplayerscenario's zijn:
- Combat - Deathmatch-modus.
- Capture The Case - Perfect Darks variant op Capture the flag.
- Hold The Briefcase - Een koffer ligt op een willekeurige plaats in het level. Het is de bedoeling om hem te pakken en zo lang mogelijk te overleven om hem niet kwijt te raken.
- King of the Hill - Een bepaald gebied in het level is the hill. 20 seconden in dit groene gebied staan levert punten op. Wanneer dit is gedaan, wordt er een nieuw gebied gemarkeerd om te veroveren.
- Hacker Central - Het is de bedoeling om een laptop te hacken. Dit kan door een zogenaamde uplink te pakken, en daarmee naar de laptop te gaan. De computer moet binnen beperkte tijd gehackt worden door een bepaalde toets in te drukken. De laptop en de uplink liggen op twee willekeurige plaatsen in het level verspreid.
- Pop A Cap - Een willekeurige speler wordt door de computer aangewezen als de cap. Hij verdient één punt, per minuut dat hij blijft leven, maar de andere spelers verdienen twee punten door deze persoon te vermoorden. Wanneer de cap vermoord is, wordt er een nieuwe cap aangewezen.

## Ontvangst
| \| Recensiescore \| Recensiescore \| \| Recensieverzamelaar \| Score \| \| ------------------- \| -------------------------------- \| \| GameRankings \| (N64) 94,55%[1] (X360) 79,03%[2] \| \| Metacritic \| (N64) 97/100[3] (X360) 79/100[4] \| \| Publicist \| Score \| \| Power Unlimited \| (N64) 99/100[5] \| |                            |
| Recensiescore |                            |
| Recensieverzamelaar | Score                      |
| GameRankings | (N64) 94,55% (X360) 79,03% |
| Metacritic | (N64) 97/100 (X360) 79/100 |
| Publicist | Score                      |
| Power Unlimited | (N64) 99/100               |

## Trivia
- Het spel is opgenomen in het boek 1001 Video Games You Must Play Before You Die van Tony Mott.